# Eduardo Alday Hernández
Eduardo Alday Hernández är en ort i Mexiko.   Den ligger i kommunen Huimanguillo och delstaten Tabasco, i den sydöstra delen av landet, 600 km öster om huvudstaden Mexico City. Eduardo Alday Hernández ligger 57 meter över havet och antalet invånare är 155.
Terrängen runt Eduardo Alday Hernández är platt, och sluttar norrut. Runt Eduardo Alday Hernández är det ganska glesbefolkat, med 43 invånare per kvadratkilometer. Närmaste större samhälle är Chontalpa, 8,3 km nordost om Eduardo Alday Hernández. Trakten runt Eduardo Alday Hernández består till största delen av jordbruksmark.